# سو جی هه
این یک نام کره‌ای است؛ نام خانوادگی سو است.
سو جی هه (کره‌ای: 서지혜؛ زادهٔ ۲۴ اوت ۱۹۸۴) بازیگر اهل کره جنوبی است. سو پس از اولین جلب توجه در فیلم ترسناک صدا، در فیلم‌های تلویزیونی متعدد به ویژه دوستت دارم و ۴۹ روز خوش درخشید.

## فیلم‌شناسی

### فیلم
- صدا (۲۰۰۵)[۳]
- مافیا، فروشنده (۲۰۰۷)[۴]
- تنها درخت (۲۰۱۰)[۵]
- پیش‌بینی خودکشی (۲۰۱۱)[۶]

### مجموعه تلویزیونی
| سال       | عنوان                                   | کاراکتر      |
| --------- | --------------------------------------- | ------------ |
| ۲۰۰۳      | آل این                                  | می هی        |
| ۲۰۰۳      | Marriage Story                          | چوی سو جین   |
| ۲۰۰۴      | به سوی طوفان                            | یو ری        |
| ۲۰۰۴      | زنی که میخواهد ازدواج کند               | سونگ یو ری   |
| ۲۰۰۴      | زن داداشم ۱۹ سالشه                      | کانگ یه ریم  |
| ۲۰۰۵      | دختر یخی                                | چا جو ها     |
| ۲۰۰۵      | شین دون                                 | بان یا       |
| ۲۰۰۵      | بهترین تئاتر "پرنده"                    | جونگ اون سو  |
| ۲۰۰۶      | آن سوی رنگین کمان                       | ما سانگ می   |
| ۲۰۰۶      | چه کسی در خانه زندگی می کند؟            | ته یونگ      |
| ۲۰۰۷      | افسانه هیانگ دان                        | هیانگ دان    |
| ۲۰۰۸      | دوست دارم                               | نا یونگ هی   |
| ۲۰۰۸      | روز خاص چون جا                          | یون بون هونگ |
| ۲۰۱۰      | سرزمین آهن                              | هو هوانگ اوک |
| ۲۰۱۰      | درامای ویژه کی‌بی‌اس:خانه پانسیون حلزون   | می رو        |
| ۲۰۱۱      | ۴۹ روز                                  | شین این جونگ |
| ۲۰۱۲      | ماه و ستاره ها برای تو                  | هان چه وون   |
| ۲۰۱۴      | نجیب زاده                               | یون شین آئه  |
| ۲۰۱۴      | مخمصه                                   | چوی یون جین  |
| ۲۰۱۶      | آره همینی که هست                        | لی جی سون    |
| ۲۰۱۶      | حسادت آشکار                             | هونگ هه وون  |
| ۲۰۱۷      | زمزمه                                   | چوی یون جین  |
| ۲۰۱۷–۲۰۱۸ | شوالیه سیاه: مردی که از من محافظت می‌کند | چوی سو رین   |
| ۲۰۱۸      | جراحان قلب                              | یون سو یون   |
| ۲۰۱۹–۲۰۲۰ | سقوط بر روی تو                          | سو دان       |
| ۲۰۲۰      | قرار شام دو نفره                        | وو دو هی     |
| ۲۰۲۱      | دکتر مغز                                | ستوان چوی    |
| ۲۰۲۲      | آداماس                                  | اون هه سو    |
| ۲۰۲۲      | بوسه حس ششم                             | هونگ یه سول  |
| ۲۰۲۲–۲۰۲۳ | بادکنک قرمز                             | جو اون کانگ  |